# Franz Werner Bobe
Franz Werner Bobe OMelit. (* 22. Februar 1902 in Höckendorf; † 16. April 1947 in Prag) war katholischer Ordenspriester (Malteserorden) und Prior des Malteser-Konvents in Prag.

## Leben
Franz Werner Bobe, aus einer deutsch-tschechischen Familie stammend, begann nach dem Studium der Philosophie und Theologie in Halle, Würzburg, Rom und Wien das Noviziat im Konvent des Malteserordens in Prag und empfing 1932 die Priesterweihe. In den Jahren 1933 bis 1937 war er Kaplan in Prag. im September 1939 wurde er Prior des Prager Malteserkonvents, nach dem Protest von Erzbischof Kardinal Karel Kašpar in Rom, der ihn der Intriganz beschuldigte, jedoch wieder abberufen. Nach dem Tod Kašpars am 21. April 1941 wurde Bobe erneut als Prior bestätigt.
In der Zeit des Nationalsozialismus arbeitete Bobe mit der Gestapo, die in Prag ihr zentrales „Kirchenreferat“ eingerichtet hatte, und dem SD zusammen, war V-Mann des Leiters des Kirchenreferats der Gestapo Kurt Oberhauser und erarbeitete Expertisen zu Kirchenfragen. Er verschuldete den Tod mehrerer Personen. Nach dem Krieg wurde er verhaftet und vom Außerordentlichen Volksgericht in Prag zum Tode verurteilt und im Prager Gefängnis Pankrác hingerichtet.